# Eurythmics
Eurythmics este o formație britanică de muzică pop alcătuită din Annie Lennox și Dave Stewart, având vânzări de peste 80 de milioane de unități la nivel mondial. 
Formația s-a înființat în 1980. Printre cele mai cunoscute piese se număra: „Miracle of Love”, „Here Comes The Rain Again” și „Sweet Dreams”.
Eurythmics a obținut BRIT Awards în 1986 și 1999.

## Discografie
Albume
- 1981: In the Garden
- 1983: Sweet Dreams (Are Made of This)
- 1983: Touch
- 1984: 1984 (For the Love of Big Brother)
- 1985: Be Yourself Tonight
- 1986: Revenge
- 1987: Savage
- 1989: We Too Are One
- 1999: Peace